# رین ویدمان
رین ویدمان (استونیایی: Rein Veidemann؛ زادهٔ ۱۷ اکتبر ۱۹۴۶) نویسنده، ویراستار، منقد ادبی، استاد دانشگاه، سیاستمدار و نماینده سابق مجلس اهل استونی است.